# Завалье (Ивано-Франковская область)
Зава́лье (укр. Завалля) — село в Снятынской городской общине Коломыйского района Ивано-Франковской области Украины.
Население по переписи 2001 года составляло 1145 человек. Занимает площадь 23,89 км². Почтовый индекс — 78364. Телефонный код — 03476.